# Miran Mubarak Xah II
Miran Mubarak Xah II fou sobirà farúquida de Khandesh, fill de Miran Muhàmmad Xah I i successor del fill d'aquest (i nebot de Mubarak) Raja Ahmad Xah el 1535. Va deposar el seu jove nebot Raja Ahmad Xah al cap de poc de ser proclamat.
Miran Muhammad Xah I havia heretat Gujarat però no n'havia pres possessió i els nobles del sultanat van portar al tron a Mahmud Xah III (fill de Latif Khan, germà rebel de Bahadur Xah) ignorant els drets successoris dels farúquides.
Mahmud estava sota custòdia de Mubarak Xah II i aquest es va negar a deixar-lo marxar però l'exèrcit gujarati dels nobles va derrotar l'exèrcit de Khandesh i va rescatar a Mahmud.
Quan més tard va donar suport a l'oficial rebel gujarati Imad al-Mulk va haver de fer front a l'exèrcit de Gujarat dirigit ara per Mahmud Xah III. Finalment va signar un tractat pel que recuperava els districtes de Sultanpur i Nandurbar.
El 1561 el sultà de Malwa Baz Bahadur fou derrotat per Akbar i es va refugiar a Khandesh. L'exèrcit mogol va entrar per primer cop al país dirigit pel general Pir Muhammad i va cremar tot al seu pas massacrant tot el que trobava, fins a Burhanpur, però fou derrotat per una coalició de Khandesh, Malwa i de Tufal Khan de Berar i es va haver de retirar i en la fugida es va ofegar al Narbada; Khandesh i Berar van reocupar Malwa que van retornar a Baz Bahadur però aquest va haver de reconèixer la sobirania mogol el 1564 quan Akbar hi va anar personalment amb un exèrcit i es va formar una aliança matrimonial.
Miran Mubarak Xah II va morir el 24 de desembre de 1566. El va succeir el seu fill Miran Muhàmmad Xa II.